# Mosaico Tecnologia ao Consumidor
Mosaico Tecnologia ao Consumidor é uma empresa de comércio eletrônico brasileira, fundada por Guilherme Pacheco, José Guilherme Pierotti e Roberto Malta. A empresa opera a maior plataforma de conteúdo e originação de vendas para comércio eletrônico que ajuda na tomada de decisão de compra dos consumidores. As principais marcas da companhia são Zoom, Buscapé e Bondfaro.
Por meio de seus sites e aplicativos, em 2021, a Mosaico recebeu 617 milhões de visitas e gerou 4,037 bilhões de reais em volume de vendas (GMV) para mais de 500 lojas parceiras. Há onze anos consecutivos está entre as Melhores Empresas para Trabalhar, pelo Great Place to Work. 

## História
A Mosaico nasceu da união de marcas que já eram tradicionais no e-commerce e se tornou a maior plataforma de conteúdo e originação de vendas para comércio eletrônico no Brasil.
Em 1999, os sócios Roberto Malta, Guilherme Pacheco e José Pierotti fundaram o Bondfaro, um dos primeiros sites de comparação de preços do Brasil. No mesmo ano, também nascia seu principal concorrente, o Buscapé. Em 2006, as duas empresas se fundiram e passaram a integrar a Buscapé Company, vendida para o grupo de mídia Naspers em 2009, que adquiriu 91% da companhia. Na época da venda, o Buscapé era o segundo maior grupo de comércio eletrônico na América Latina em audiência.
Em 2010, com a experiência e aprendizados de uma década como empreendedores, os três sócios fundaram a Mosaico Ventures, em parceria com o Grupo Globo. No ano seguinte, lançaram o site Zoom.com.br, com o objetivo de oferecer o melhor serviço de apoio à compra.
O Zoom, então, se tornou o principal concorrente do Buscapé. Somente nos dois primeiros anos de operação, a Mosaico investiu R$ 40 milhões em seu produto para ultrapassar o rival. Em 2014, o Zoom se tornou rentável e as Organizações Globo venderam sua participação na Mosaico para os demais sócios.  
Já em 2019, o Zoom adquiriu o Buscapé, agregando também as marcas Bondfaro, QueBarato, Moda It e SaveMe ao portfólio. A partir dessa união, a empresa criou um novo nome para o grupo, chamado Mosaico Tecnologia ao Consumidor, em 2020. A antiga Mosaico Ventures passou a se chamar Tessera Ventures.
Em agosto de 2020, a Mosaico publicou seu pedido de abertura de capital na Bolsa de Valores e, em 5 de fevereiro de 2021, realizou sua oferta pública inicial de ações (IPO) na B3 sob o código MOSI3. Na ocasião, a empresa teve a maior alta em uma estreia na história da B3.
Após o IPO, em maio de 2021, a Mosaico comprou o Vigia de Preço, uma extensão para navegador que enviava alertas de ofertas. A marca foi descontinuada, mas a tecnologia foi incorporada aos sites Buscapé e Zoom, para ajudar os consumidores na comparação de preços.
Em outubro de 2021, a Mosaico assinou um acordo de fusão com o Banco PAN. A operação foi realizada via troca de ações.

## Produtos e serviços
Atualmente, a Mosaico é dona de 5 marcas: 
- Buscapé
- Zoom
- Bondfaro
- QueBarato
- Moda It

### Buscapé
Lançado em 1999, o Buscapé é um dos pioneiros do comércio eletrônico brasileiro. O site nasceu como um serviço de comparação de preços online e atualmente funciona como um assistente de compras, ajudando os consumidores durante toda a jornada de compras por meio de seu site e app.

### Zoom
O Zoom é uma ferramenta de comparação de preços, lançada em 2011, que reúne centenas de lojas para ajudar o consumidor a encontrar o melhor preço.

### Bondfaro
O Bondfaro é um site de comparação de preços fundado em 1999. A ferramenta permite pesquisar e comparar os valores de diversos produtos online.

### QueBarato!
O QueBarato! foi lançado em 2007 pela Buscapé Company como um site de classificados gratuito por onde os usuários poderiam comprar e vender produtos novos ou usados. Atualmente, a plataforma se tornou um site de comparação de preços.

### Moda It
O Moda It foi um agregador de blogs, tutoriais e achados do mundo da moda lançado em 2011 e vendido para a Buscapé Company em 2012. Atualmente, o site Moda It foi descontinuado, mas a marca segue presente nas redes sociais com dicas de moda, lifestyle, cultura e decoração. 

## Prêmios
- 11 anos consecutivos no ranking Great Place To Work, entre as melhores empresas para se trabalhar.[7]